# Francie Swift
Francie Swift, née Frances Doretta Swift le 27 mars 1969 à Amarillo, au nord du Texas, est une actrice américaine.

## Biographie
Elle étudie à Tascosa High School.
Elle est célèbre pour la polyvalence et la grande variété des rôles qu'elle a interprétés. Elle apparaît dans la série télévisée Les Enquêtes de Nero Wolfe, sur la chaîne américaine A&E, jouant quatre incarnations différentes dans quatre épisodes différents de la série et partage l'affiche du film Heavens Fall avec plusieurs des acteurs de la série. Elle y interprète le rôle de l'épouse de l'avocat Samuel Leibowitz (Timothy Hutton).
Après cela, elle apparaît dans la série télévisée New York, police judiciaire dans laquelle elle interprète trois rôles différents dans le même épisode, et joue la femme d'Arthur Frobisher (Ted Danson) dans la série Damages. Elle interprète Anne Archibald, la mère de Nathaniel Archibald (Chace Crawford) dans la série Gossip Girl en 2007 et 2008.
Francie Swift est mariée avec Brad Blumenfeld depuis juillet 2004.

## Filmographie

### Cinéma
- 1986 : Vamp : Dominique (créditée en tant que Francine Smith)
- 1992 : Le temps d'un week-end : une hôtesse de l'air
- 1997 : Pour le meilleur et pour le pire : Kelly Krieger
- 1997 : Fall : Robin
- 1997 : Lifebreath : Chrystie Devoe
- 2001 : World Traveler, de Bart Freundlich : Joanie
- 2002 : L'Amour sans préavis : Lauren Wade
- 2010 : Top Cops : Pam
- 2010 : Love and Secrets (All Good Things) : Kelly Callender
- 2011 : Brief Reunion : Gitta
- 2018 : Pur-sang (Thoroughbreds) : Cynthia

### Télévision
- 2004 : New York, section criminelle (saison 4, épisode 1) : Nelda Carlson
- 2005 : Les Experts : Miami (saison 4, épisode 2) : Laura Gannon
- 2007 : Damages (saison 1, épisodes 2 et 10) : Holly Frobisher
- 2007 - 2011 : Gossip Girl (10 épisodes) : Anne Archibald, la mère de Nate
- 2010 : The Good Wife (saison 1, épisodes 8, 9, 15, 16 et 17) : Kya Poole
- 2010 : FBI : Duo très spécial (saison 2, épisode 1) : Renee Simmons
- 2010 - 2011 : New York, unité spéciale (saison 12, épisodes 2, 3, 23 et 24 / saison 13, épisode 4) : Sherri West (substitut du procureur dans la saison 12 puis avocate dans la saison 13)
- 2012 : Person of Interest (saison 2, épisode 8) : Sabrina Drake
- 2013 : House of Cards : Felicity Holburn
- 2013 : Elementary : Katie Sutter
- 2013 : Hostages : Nina Carlisle
- 2014 : Sleepy Hollow : Beth Lancaster
- 2016-2017 : Outsiders : Haylie
- 2019 : Bull : Julia Martin (saison 3, épisode 12)
- 2022 : New York, police judiciaire : Diana Marcus (saison 21, épisode 8)
- 2023 : Blacklist : Blair Foster (saison 10, épisode 16)

## Voix françaises
- Véronique Picciotto dans :
  - Damages (2007)
  - Elementary (2013)
- Catherine Cyler dans :
  - Gossip Girl (2007-2011)
  - The Good Wife (2011)

- Dorothée Jemma dans Pour le meilleur et pour le pire (1996)
- Véronique Desmadryl dans L'Amour sans préavis (2002)
- Marie-Eve Dufresne dans New York, section criminelle (2010-2011)
- Françoise Cadol dans Hostages (2013)
- Valérie Muzzi dans Pur-sang  (2018)